# Maison bleue (Angers)
Pour les articles homonymes, voir Maison bleue (homonymie).
La Maison Bleue est un immeuble d'habitation construit en 1929 à Angers. 
Il fait l'objet d'une inscription au titre des Monuments historiques depuis le 5 mars 1998 et certaines parties sont classées le 15 novembre 2019.
L'immeuble a été construit à la suite de l'accroissement démographique important qu'a connu Angers au début du XXe siècle. 
Le bâtiment est construit sur les plans de l’architecte Jusserand commandité par le maître d’ouvrage, Gabriel Créteau. 
Les décors ont été réalisés par Isidore Odorico.
Il s'agit du premier immeuble avec ascenseur de la ville, c'est également un immeuble original dans le monde pour être l'un des bâtiments avec la plus grande façade recouverte de mosaïque dans le style Art déco.

## Architecture
Pour réaliser les plans du bâtiment, l'architecte, Jusserand, se serait inspiré des idées de Sauvage. 
L'immeuble en forme de gradin a été expérimenté sur un immeuble rue Vavin à Paris.
La construction débuta en 1927 pour se finir en 1929. Il se compose de 8 étages avec sous-sol.
Les matériaux utilisés sont le béton armé et le grès cérame pour réaliser les décors intérieurs et extérieurs en mosaïque.

## Arts décoratifs

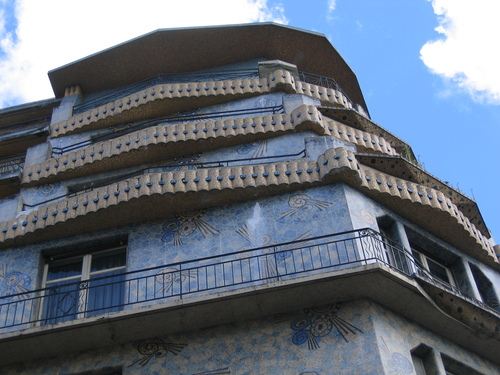
Détails du décor.

Les décors sont réalisés essentiellement en mosaïque par Isidore Odorico. 
La mosaïque de la Maison Bleue en fait une œuvre majeure dans l'histoire de l'art européen.

### Extérieur
Entièrement recouverte sur 8 niveaux, de grès cérame ,d'émaux de Briare et de la pate de verre, la mosaïque forme un dégradé.
Du rez-de-chaussée aux derniers étages, la couleur change d'un ocre beige uni à un bleu outremer, l'ornementation suivant la même progression. 
Sur les étages de couronnement se trouvent des frises, des volutes dorés, des faisceaux et des craquelures soulignés par des balcons en rondins dorés.

### Intérieur
L'intérieur de l'immeuble est également recouvert de mosaïque du sol au plafond en passant par les murs et les escaliers avec des dominantes de couleur bleus, verts et ors. 
Toutes les pièces du bâtiment sont ornementées en mosaïque à l'image des fresques de perroquets des salles de bains et des halls d'entrée couleur bleu marine. 
Les cages d'ascenseur ainsi que les rambardes des escaliers et balcon sont en fer forgé aux formes géométriques vives à pan coupé caractéristiques du style Art déco.